# Nerima (Tokio)
Nerima (練馬区 Nerima-ku?) es un barrio especial de la Metrópolis de Tokio, en Japón. En 2023, el barrio especial tenía una población estimada de 752.608 habitantes, con una densidad de 15.627 personas por km² en un área de 48,16 km². 22% de la población es mayor de 65 años. Es común que en otros idiomas, el barrio especial se autodenomine "Comuna de Nerima". Se encuentra en el sector noroeste de la Metrópolis de Tokio.
Nerima se creó el 1 de agosto de 1947, tomando una parte del antiguo barrio de Itabashi. En 1952, las Fuerzas de Autodefensa de Japón establecieron una base militar en el barrio especial. Hoy, el cuartel general de la Primera División de las Fuerzas Terrestres de Autodefensa, se encuentra en Nerima.
Nerima tiene 3.42 km² de granjas, lo que lo hace el barrio especial más agrícola de todas los barrios especiales. Provee el 40% de la col consumida en la Metrópolis de Tokio. Es también proveedor del rábano daikon. 
En 1994, Nerima tenía 572 fábricas que empleaban a cerca de 8 mil personas, produciendo alrededor de ¥170,000,000,000 anualmente, principalmente componentes electrónicos. En Nerima se encuentran también varios estudios de anime, como Toei Animation, Mushi Production, y AIC.

## Nerima en la cultura popular
La popular serie de anime/manga Urusei Yatsura, así como la serie de Digimon Adventure y Ranma ½ tienen lugar en Nerima, lugar de nacimiento de su creadora Rumiko Takahashi. Doraemon también ocurre en Nerima. Es donde se encuentra la casa maldita de los Saeki en las películas de The Grudge. También, la finca de los Sanzen'in, en Hayate no Gotoku!, se encuentra en Nerima. De igual forma, la historia del manga/anime del autor Naoshi Arakawa, Shigatsu Wa Kimi No Uso (Your Lie in April) toma distintas locaciones de este barrio especial.
En el manga de Gakkou Gurashi!, Nerima es el barrio especial donde ocurre gran parte de la historia, pero en el manga se le cambia el nombre a "Megurigaoka".